# Nový Pachtovský palác
Nový Pachtovský palác, zvaný též Jiráskův dům, je klasicistní budova z roku 1836. Stojí na adrese Karoliny Světlé 208/34, Praze 1-Staré Město a je funkčně propojena nádvořím s původní sousední budovou paláce Pachtů z Rájova na Anenském náměstí. Je také spolu s ní od roku 1964 součástí památkově chráněného areálu. V současné době (2020) zde sídlí luxusní hotel s názvem „The Mozart Prague“.

## Dějiny

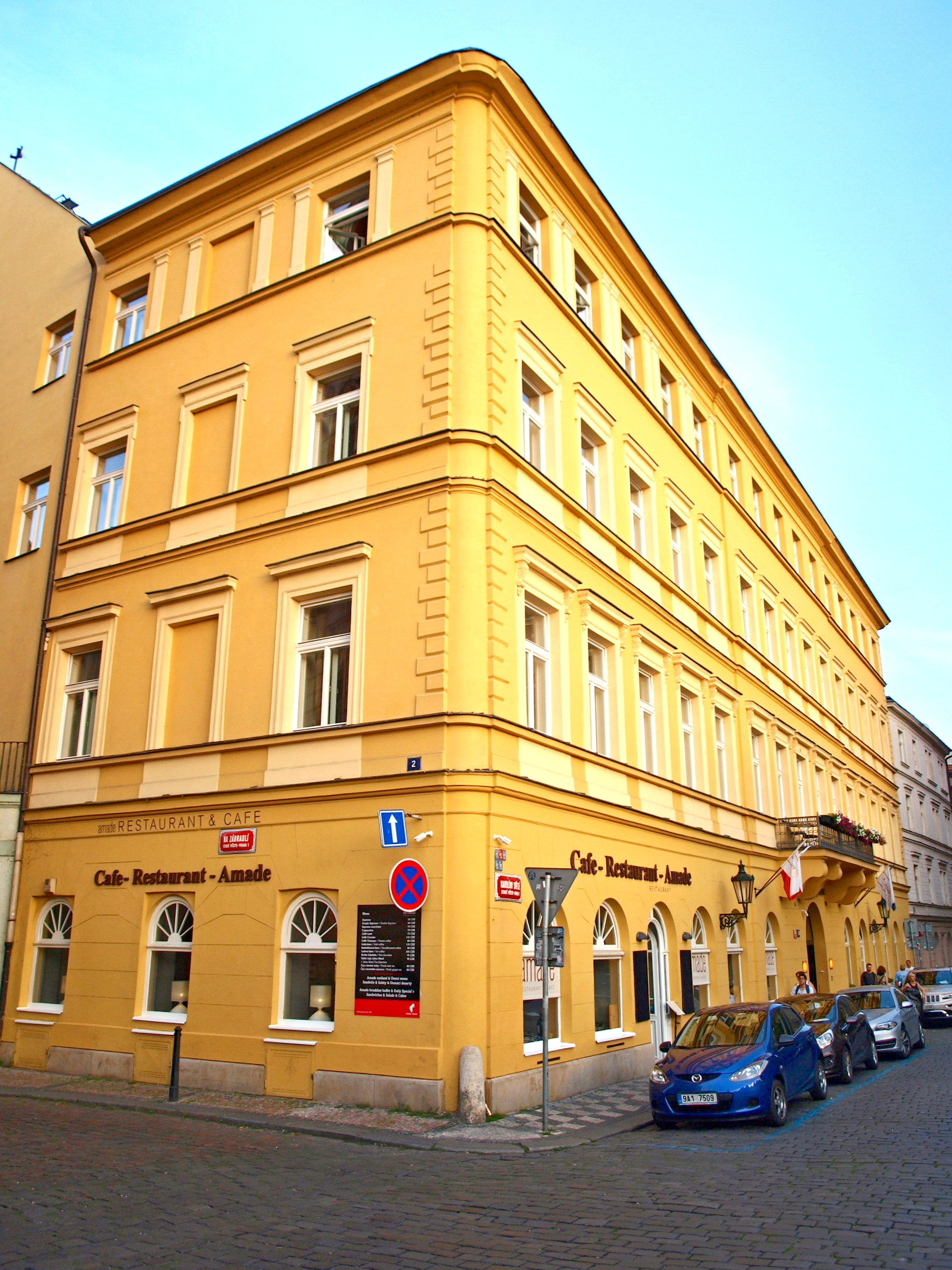
Nový Pachtův, roh ulic Karoliny Světlé a Na Zábradlí

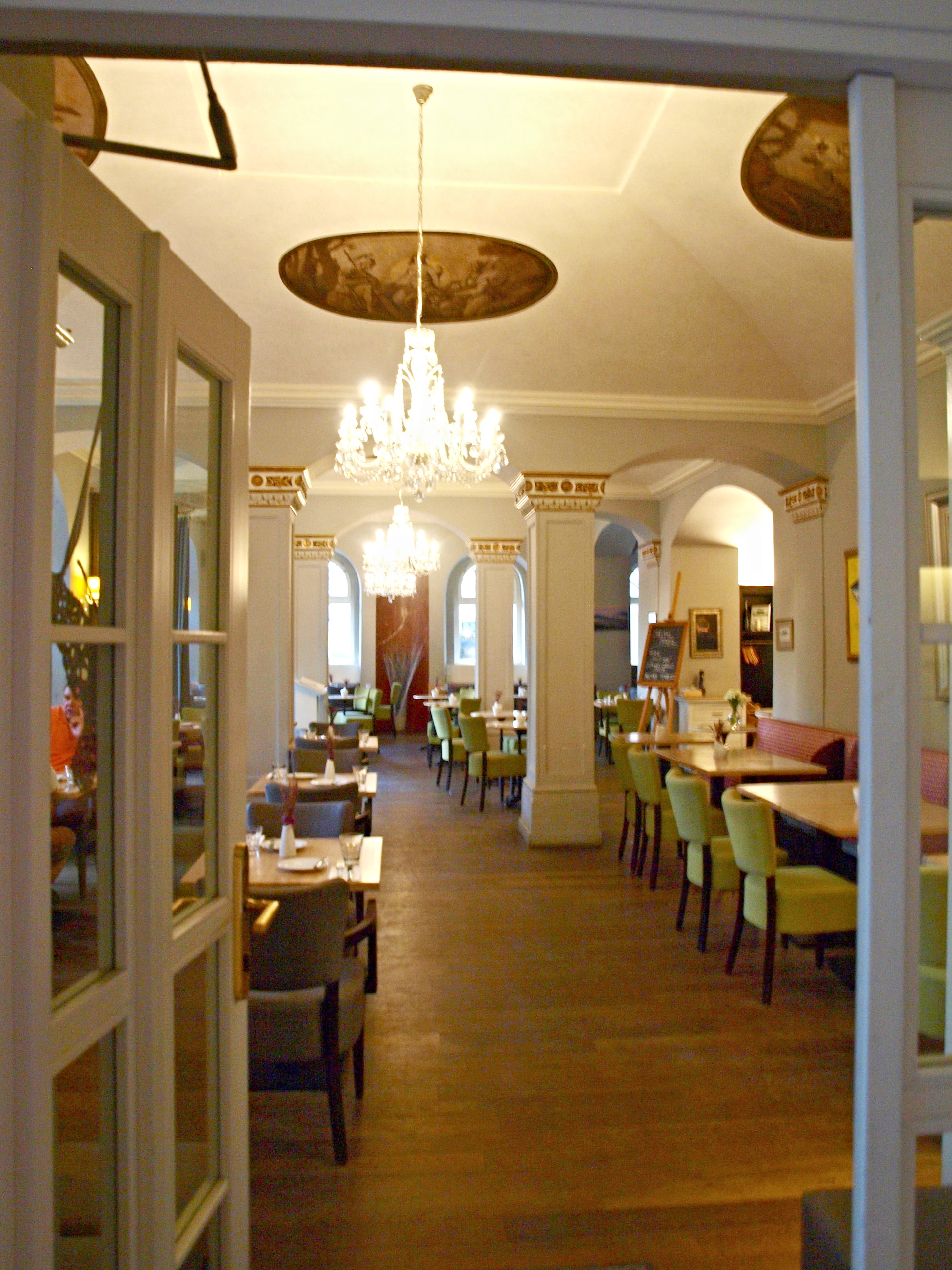
Pohled do kavárny Nového Pachtova paláce

Nový Pachtovský palác nechal roku 1836 vystavět hrabě Pachta z Rájova jako činžovní dům na svém pozemku, kde původně bývala zahrada Pachtovského paláce na Anenském náměstí, která sahala od paláce až k Vltavě. Nová klasicistní budova činžovního domu byla postavena na základě projektu architekta Jana Maxmiliána Hegera.
V dolním patře paláce bývala Slovanská kavárna, kde se setkávali čeští vlastenci. Svůj neoficiální název Jiráskův dům dostal po jednom z nájemníků, významném českém neurochirurgovi Arnoldu Jiráskovi.

## Současnost
V letech 1993–1995 byly Nový a starý palác upraveny na byty a kanceláře. V roce 2003 započala adaptace obou paláců pro účely hotelu. Práce, jež prováděla společnost Orco Property Group, byly dokončeny v roce 2004. Na poměrně zdařilou rekonstrukci i restaurátorské práce dohlížel Národní památkový ústav. Hotel dostal lingvisticky poněkud zvláštní název Hotel Pachtuv Palace. V přízemí budovy je restaurace s kavárnou. V současné době je hotel provozován pod značkou The Mozart Prague.